# Telenassa signata
Telenassa signata är en fjärilsart som beskrevs av Hall 1928. Telenassa signata ingår i släktet Telenassa och familjen praktfjärilar. Inga underarter finns listade i Catalogue of Life.